# Église Saint-Rémy-et-Saint-Rigomer de Saint-Rémy-du-Val
L'église Saint-Rémy-et-Saint-Rigomer est une église catholique située à Saint-Rémy-du-Val, en France.

## Localisation
L'église est située dans le département français de la Sarthe, dans le bourg de Saint-Rémy-du-Val.

## Architecture
L'édifice est classé au titre des monuments historiques depuis le 19 janvier 1911.